# 埃爾克里斯托 (托萊區)
埃爾克里斯托（西班牙語：El Cristo），是巴拿馬的城鎮，位於該國西部，由奇里基省的托萊區負責管轄，面積31.3平方公里，2010年人口1,500，人口密度每平方公里47.9人。